# 金日光
金日光（韓語：김일광，1933年—），吉林图们人，朝鲜族，中国材料科学专家，北京化工大学教授，博士生导师，第四统计力学及其线性和非线性群子统计理论创建人，全国政协常委兼民族与宗教委员会副主任、国务院学位委员会学科评审组成员，国家自然科学奖评审委员会委员，中国复合材料学会副理事长兼学报主编，中国化工学会和中国化学会理事。
目前主要研究方向是高强超韧高分子合金流变相态学及其工程技术和生命科学。

## 生平
1933年，金日光生于中国吉林省图们市。1956年从东北人民大学（今吉林大学）化学系物理化学专业毕业后，他继续深造，并于1960年获吉林大学博士学位。博士学位毕业后，金日光一直在北京化工大学任教，为该校教授、博士生导师，先后担任该校学术委员会主任、主席、名誉主席。同时他还兼任日本东京理科大学客座教授，以及八届和九届全国政协常委兼民族与宗教委员会副主任、国务院学位委员会学科评审组成员、国家自然科学奖评审委员会委员、中国复合材料学会副理事长兼学报主编、中国化工学会和中国化学学会理事等社会职务。
1970年代，金日光先后完成国家自然科学基金项目“超高分子量聚乙烯原位反应增强聚丙烯超韧合金”和“尼龙6高强超韧合金材料”，获得化工部和国防科工委科技进步二等奖，并提出化学流变相态工程技术。他是中国六五至十五计划中聚氯乙烯、聚甲醛、聚丙烯、尼龙6、尼龙11、聚苯醚、聚氯醚等高强度和超韧化重点攻关项目的主要承担者，获国家、省部级以上成果奖励20余项，其中“聚氯乙烯及其高强超韧高分子合金”项目获国家科技进步二等奖。赴美考察之后．他在北京化工大学成立了中国首个高分子材料系，后将其发展成为国家重点学科点、博士点和博士后流动站。他与华幼卿联合编写的《高分子物理学》教材，被评为国家教育部精品教材，获国家教委优秀教学奖。
1992年，金日光在国际纯化学和应用化学联合会（IUPAC）大会发表JRG群子第四统计力学的论文，被化学文摘社（Chemical Abstracts Service）和ABI收录。第四统计力学是在麦克斯韦-玻尔兹曼统计（第一统计力学）、 玻色-爱因斯坦统计（第二统计力学）、费米-狄拉克统计（第三统计力学）的基础上发展而来。通过改变边界条件，第四统计力学定量公式就可以转化为前三个统计力学的定量公式。第四统计力学适用于对既吸引又排斥的对立统一体系的研究，使物理化学中BET吸附方程、气——液平衡方程、非理想气体方程等非常复杂公式的推导变得简单。
金日光在开创第四统计力学后，开始在生命科学等领域运用第四统计力学，提出了“遗传密码偏倚性内聚能密度协同作用理论模型”。其主持的863计划项目破解了遗传基因载体DNA高分子链三联体密码子及重子的夸克三联体和介子偶数联体的起源问题。在他的推动下，北京化工大学成立了中国首个生物功能材料专业学科（本科、硕士、博士）。此外，他还运用化学物理理论和第四统计力学证明中医传统理论的科学性。他认为钛、钒、锰等具有帮助从无机物形成有机物能力的11种化学元素称为“生命动力元素”，并研发出“高能态生命动力水”。有媒体将其称为人类饮水史上的第三次革命，但他“高能态生命动力水”、“元素神”等的研究也遭到非议。

## 荣誉与奖项
- 国家级有突出贡献专家[5]
- 全国化工系统有重大贡献优秀专家[5]
- 全国高等院校科技先进工作者[5]
- 化工部和国防科工委科技进步二等奖：“超高分子量聚乙烯原位反应增强聚丙烯超韧合金”和“尼龙6高强超韧合金材料”项目 [5][2][3]
- 国家科技进步二等奖：“聚氯乙烯及其高强超韧高分子合金”项目[5][2][3]

## 著作
- 金日光著：《模糊群子论》1985年 黑龙江科学技术出版社
- 金日光著：《高聚物流变学及其在加工中的应用》1986年 化学工业出版社
- 金日光、华幼卿主编：《高分子物理学》化学工业出版社
- 金日光主编：《流变学进展》1996年 化学工业出版社
- 金日光、牟雪雁著：《当代中医药生命动力学》2007年 上海科学技术出版社
- 金日光著：《地震前兆识别与地震灾害预警》2009年 中国地质大学出版社
- 金日光、马秀清主编：《高聚物流变学》2012年 华东理工大学出版社